# Leucocosmia nigripuncta
Leucocosmia nigripuncta là một loài bướm đêm trong họ Noctuidae.